# Hana Yori Dango (Manga)
Hana Yori Dango (jap. 花より男子) ist eine japanische Manga-Serie der japanischen Zeichnerin Yōko Kamio. Die Serie ist dem Shōjo-Genre zuzuordnen und wurde in Form mehrerer Animes, Fernsehserien und Filmen adaptiert. Ab 2015 erschien in Japan die Fortsetzung Hana Nochi Hare: HanaDan Next Season als Manga.

## Inhalt
Tsukushi Makino, ein 16 Jahre altes Mädchen aus einer armen Familie, wechselt dank eines Stipendiums nach den Sommerferien zur Eliteschule Eitoku Gakuen, die besonders bei der reichen High Society beliebt ist. Sie fühlt sich bereits am ersten Tag fehl am Platz, umgeben mit reichen, snobistischen Jugendlichen. Nach der ersten Begegnung mit den F4, einer Jungenclique, die aus den vier reichsten, mächtigsten und beliebtesten Jungen besteht, beginnen heftige Auseinandersetzungen zwischen den beiden Parteien. Dennoch verliebt sich Tsukushi in den sanften Hanazawa Rui, der sie aber nicht beachtet. Der Boss der Clique, Dōmyōji Tsukasa, verliebt sich wiederum in Tsukushi und beginnt diese zu umwerben.
Der Manga ist im modernen Tokio angesiedelt. Verschiedene Städte Japans, Paris, New York und Kanada sind Nebenschauplätze der Handlung. Alle Charaktere sind junge Menschen zwischen 16 und 18.

## Titel der Serie
Der Titel Hana Yori Dango ist ein Wortspiel mit dem japanischen Sprichwort Hana yori dango, "lieber Klößchen als Blumen". Dabei wurde das Kanji für "dan" (団) durch das gleich gelesene 男 ersetzt, so dass der Titel "lieber Jungs als Blumen" bedeutet. 男子 (Jungs) wird allerdings regulär nicht "dango", sondern "danshi" gelesen, das bekannte Sprichwort erscheint daher kurios falsch geschrieben. Der Titel ist insofern eine doppelte Anspielung: einerseits in der originalen Bedeutung auf die prekäre familiäre Situation der weiblichen Hauptfigur, andererseits auf den häufig falschen Gebrauch von Redewendungen und Schriftzeichen durch die männliche Hauptfigur.
Im Englischen und auch international wurde die Serie und ihre Adaptionen vor allem als Boys over Flowers oder Boys Before Flowers bekannt.

## Veröffentlichungen
Hana Yori Dango wurde zunächst von Oktober 1992 bis Juni 2008 im japanischen Jugendmagazin Margaret veröffentlicht, das zweiwöchentlich erscheint und sich an jugendliche Mädchen richtet. Dort wurde der Manga durchgehend von Oktober 1992 bis Oktober 2002 herausgebracht und später vom Verlag Shūeisha in 36 Sammelbänden veröffentlicht. Der Manga wurde auch in einer Deluxe-Version neu aufgelegt, welche über größere Seiten und bunte Kunstbilder verfügt.
Die Mangaserie, wie auch die Animeserie, sind seit Sommer 2003 in England, den USA und in Kanada von Viz Media unter dem Titel Boys over Flowers erhältlich. Eine französische Fassung erschien bei Glénat, eine spanische bei Planeta DeAgostini Comics, eine italienische bei Planet Manga und eine chinesische bei Tong Li Publishing.

## Realverfilmungen
Der Manga wurde zwei Mal als Kinofilm umgesetzt:
- 1995: Hana Yori Dango
- 2008: Hana Yori Dango Final

Dabei war der zweite Film der Abschluss einer Dorama-Serie, die zuvor im japanischen Fernsehen lief. Hana Yori Dango wurde zunächst mit neun Folgen in der ersten Staffel vom 21. Oktober 2005 bis 16. Dezember 2005 in Japan gezeigt. Diesen folgten in der zweiten Staffel elf weitere Folgen vom 5. Januar 2007 bis 16. März 2007.
Bereits 2001 kam eine erste taiwanische Fernsehserie zum Manga unter dem Titel Meteor Garden heraus, der eine zweite Staffel folgte. Aus diesen TV-Serien ging letztlich eine Boygroup hervor, die sich F4 nannte und mittlerweile JVKV heißt. 2009 erschien eine weitere Adaption des Mangas in Korea, die unter dem Namen Boys Over Flowers lief. 2018 erschien in China eine neue Fernseh-Adaption mit dem Titel Meteor Garden heraus.

## Animeserie und -Film
Auf Grundlage des Mangas wurde in Japan eine Animeserie mit 51 Folgen produziert, zu der später auch ein Film herauskam. Der Anime entstand beim Studio Toei Animation unter der Regie von Shigeyasu Yamauchi. Die Drehbücher schrieben Yumi Kageyama, Reiko Yoshida und Aya Masui. Das Charakterdesign stammt von Yoshihiko Umakoshi und die künstlerische Leitung lag bei Shinzo Yuki, Tomoko Ide und Yuki Yukie. Die 51 Folgen wurden vom 8. September 1996 bis 31. August 1997 von TV Asahi in Japan gezeigt. Synchronisierte Fassungen wurden im italienischen und philippinischen Fernsehen gezeigt. Crunchyroll veröffentlichte den Anime auf Englisch, Spanisch und Portugiesisch.
Das Team der Animeserie produzierte 1997 noch einen 25 Minuten langen Film, der die Handlung des Mangas in veränderter Form neu erzählt. In der als Musical inszenierten Erzählung reist Makino nach New York, um dort berühmt zu werden. Der Film kam am 8. März 1997 in Japan in die Kinos.

### Synchronisation
| Rolle           | japanischer Sprecher (Seiyū) |
| --------------- | ---------------------------- |
| Rui Hanazawa    | Kōji Yamamoto                |
| Tsukushi Makino | Maki Mochida                 |
| Tsukasa Dōmyōji | Naoki Miyashita              |

### Musik
Die Musik des Animes wurde komponiert von Michiru Oshima. Das Vorspannlied ist Futsū no Nichiyōbi ni von Tomohiko Kikuta und für die beiden Abspanne wurden die Lieder Kenka no Ato de von Tomohiko Kikuta und Todoku ka na von Cayoko verwendet. Im Film kommen die Lieder Wish, Love so sweet und One Love von Arashi vor.

## Theater
2019 wurde eine Adaption des Mangas als Takarazuka Revue auf die Bühne gebracht. Das Stück wurde im Juni und Juli des Jahres im Akasaka ACT Theater aufgeführt.

## Rezeption
Die Sammelbände des Mangas erreichten in Japan hohe Platzierungen in den Manga-Verkaufscharts. Bereits 2005, als die Serie noch lief, stand sie auf Platz 2 der meistverkauften Shōjo-Manga in Japan. Mittlerweile ist Hana Yori Dango mit über 60 Millionen verkauften Bänden die meistverkaufte Mangaserie in ihrer Sparte und das Franchise mit allen Adaptionen in allen Medien stand mit geschätzten 2,2 Milliarden Verkäufen 2018 auf Platz 19 der erfolgreichsten Franchises in Japan.
In seiner Kritik des Mangas vergleicht Jason Thompson die Geschichte mit Aschenputtel, hier inszeniert mit reichen japanischen Oberschülern und einer stolzen, durchsetzungsstarken Heldin. Auch wenn manche der Nebengeschichten etwas unrealistisch seien, lese sich der Manga gut und biete keine kitschige Liebesgeschichte, sondern eine von den Charakteren getriebene Erzählung über soziale Unterschiede und menschliche Beziehungen. Die deutsche Zeitschrift Animania beschreibt den Zeichenstil als gewöhnungsbedürftig – zunächst wirke er „etwas bieder“, entwickele sich dann aber „erstklassig“. Die Story mit ihren „wilden Charakteren“ sei umwerfend und spare „weder an Humor noch Romantik“.
Auszeichnungen
- Hana Yori Dango erhielt 1996 den 41. Shōgakukan-Manga-Preis.
- 52nd Television Drama Academy Awards: Bestes Drama (Hana Yori Dango Realserie)
- 10th Nikkan Sports Drama Grand Prix: Bestes Drama; Beste Schauspielerin (Inoue Mao); Bester Nebendarsteller (Matsumoto Jun)